# Miguel Alandia Pantoja
Miguel Alandia Pantoja (Potosí, 1914 – Lima, 1975) foi um pintor boliviano.
Algumas das sua obras estão expostas no Museo Casa Nacional de Moneda.

## Biografia
Miguel Alandia Pantoja, nascido em 27 de março de 1914 na zona mineira de Catavi próxima a Potosi, lutou jovem na Guerra do Chaco (1932-1935) e foi prisioneiro dos paraguaios antes de voltar para casa. Seus primeiros trabalhos estão inflamados pelo tema da guerra e da exaltação indigenista. 

O final da Guerra do Chaco foi um momento particular de afirmação para uma identidade nacional boliviana, de fratura profunda do poder oligárquico dos grandes mineradores de estanho e proprietários de terras com as maiorias nacionais no campo e nas cidades. O pós-guerra é marcado pela ascensão de novas forças políticas, organização de sindicatos operários nas minas de estanho e mobilizações indigenistas/camponesas mais freqüentes.

### Alandia e o indigenismo
O indigenismo como movimento cultural, ao disseminar-se pelos países andinos de maiorias indígenas, foi um dos elos que atraiu a atenção de Miguel Alandia para as temáticas sociais. Ele sofreu claras influências do pintor indigenista boliviano Cecilio Guzman de Rojas, que era muito ligado ao indigenismo literário de Gamaliel Churata do grupo Orkopata. 

A obra de Alandia representou parte do ressurgimento indigenista, porém com uma crítica social que incorporava novas influências artísticas e políticas. (150)
No começo da década de 1940 Alandia adere ao trotskismo pelas mãos de seu amigo Guillermo Lora e reorienta seus trabalhos para a transformação social. Durante esse período sofre todos os reveses da esquerda boliviana, a repressão das ditaduras militares de Enrique Peñaranda del Castillo, Enrique Hertzog Garaizabal e Mamerto Urriolagoitia Harriague. Participa da constituição da Federação Sindical dos Trabalhadores Mineiros da Bolívia (FSTMB) e das atividades do seu partido político (POR, Partido Obrero Revolucionario). Conhece o exílio e as prisões e toma contato mais próximo com os debates e polêmicas entre os trotskistas e o mundo artístico. É nesse período que provavelmente se aproxima dos muralistas mexicanos, cujas obras forneceram a Alandia o fio condutor que lhe faltava para buscar fazer da arte um compromisso aberto com suas idéias políticas sem romper com o indigenismo de sua primeira fase artística.
As obras dos três grandes muralistas mexicanos José Clemente Orozco, Diego Rivera e David Siqueiros, pelo conteúdo engajado de suas abordagens, pelo resgate de temáticas indigenistas e populares, podem permitir uma aproximação e diálogo com as formas e temáticas do artista boliviano. Em particular o contato com Orozco e Rivera, que haviam se relacionado com Leon Trótski em sua estada no México, teve relevante importância na obra do boliviano.
Os murais de Alandia refletem muito dos traços de David Siqueiros, embora não houvesse identidade política entre ambos. Siqueiros era membro do Partido Comunista Mexicano e chegou a dirigir um atentado contra Leon Trótski no México. De Orozco, Alandia absorveu principalmente o indigenismo pictórico.
Uma das maiores identidades de Alandia com Orozco e Rivera se devia à negação da instrumentalização da arte pela política, ao compromisso com a liberdade e a revolução socialista. Sente-se aqui a influência do célebre Manifesto por uma Arte Revolucionária e Independente de julho de 1938, assinado por André Breton, Diego Rivera e Leon Trótski. Ponto forte do contato entre a trajetória de Rivera e Alandia, o engajamento político e a visão emancipatória da arte estão presentes na trajetória dos dois artistas. O manifesto, ao mesmo tempo em que fazia a crítica da sociedade burguesa, investia contra todas as formas de dirigismo da produção artística e cultural e em particular o realismo socialista defendido pelos stalinistas. A liberdade de criação artística erige-se como expressão mais acabada do compromisso artístico com a revolução:
Se, para o desenvolvimento das forças produtivas materiais, cabe à revolução erigir um regime socialista de plano centralizado, para a criação intelectual ela deve, desde o começo, assegurar um regime anarquista de liberdade individual. Nenhuma autoridade, nenhuma coação, nem o menor traço de comando. …

Consideramos que a tarefa suprema da arte em nossa época é participar conscientemente e ativamente da preparação da revolução. No entanto, o artista só pode servir à luta emancipadora quando está compenetrado subjetivamente de seu conteúdo social e individual, quando faz passar por seus nervos o sentido e o drama desta luta e quando procura livremente dar uma encarnação artística a seu mundo interior.
A obra de Alandia pode ser vista como uma das mais acabadas tentativas de desenvolver essas teses. A História boliviana deu-lhe oportunidades excepcionais para aplicá-la.

### Alandia e a Revolução de 1952
A Revolução de 1952 é um divisor de águas na História contemporânea da Bolívia, e produziu profundas modificações políticas, econômicas e sociais no país andino, como também importantes iniciativas no campo da cultura. 

Miguel Alandia empunha um fuzil com outros milhares de ativistas pelas ruas de La Paz nos combates entre 9 e 11 de abril de 1952. O exército é derrotado juntamente com o poder das oligarquias mineradoras e do campo por milícias populares. Como militante do POR (Partido Obrero Revolucionario) participa da fundação da COB (Central Obrera Boliviana), e torna-se responsável pela edição de seu primeiro jornal El Rebelión e depois será membro da comissão de organização do primeiro congresso da COB. Ao lado das medidas revolucionárias como a nacionalização das grandes minas de estanho, a reforma agrária e a instauração do voto universal impulsionadas pela revolução, ergueram-se murais e outras obras de arte no Museu Nacional da Revolução e em outros espaços culturais e políticos para celebrar os acontecimentos de 1952. 

O novo governo dirigido pelo MNR (Movimento Nacionalista Revolucionário), depois de derrotar a ala esquerda e socialista da revolução encabeçada pelos trotskistas do POR de Alandia, buscará consolidar sua imagem e sua visão nacionalista de revolução, marcada por tentativas de controle oficial sobre o mundo cultural. Uma das iniciativas neste campo foi incentivar artistas dispostos a tematizar o nacionalismo a partir das imagens das comunidades indígenas milenares e camadas populares. 

Convencionou-se chamar os artistas envolvidos ou próximos deste projeto de Geração de 1952, que em comum possuíam o propósito explícito de fazer de sua arte um veículo de intervenção na vida política. Porém, com expressão das próprias tensões da época, emergiram grupos distintos. Um deles em torno das idéias de Alandia, do poeta Jaime Saenz, do futuro roteirista e cineasta Oscar Soria, entre outros, que lançam a revista Hombre, em 1954, com o objetivo de realizar obras de apelo e mobilização revolucionária. Outro grupo de artistas preferiu se dedicar a temas e formas abstratos de artes plásticas, ficando distanciados de um compromisso social e militante. Outros artistas alinharam-se quase que incondicionalmente ao MNR e aos seus propósitos de tornar a produção cultural reflexo das orientações políticas de governo. 

O talento de Alandia como pintor e sua expressão como militante político, em que pese as profundas divergências que separavam os trotskistas do POR dos nacionalistas do MNR, lhe garantem espaço como artista para registrar a mobilização vitoriosa. Víctor Paz Estenssoro, como primeiro presidente pós-revolução, convidara Alandia para pintar vários murais em prédios públicos para homenagear a Revolução. 

Os murais de Miguel Alandia se multiplicaram pelos espaços públicos. No Palácio Quemado pintou em 1953 o mural Historia de la Mina com 86 metros quadrados. No auditório principal do Hospital Obrero de La Paz está o mural Historia de la medicina, elaborado em 50 metros quadrados no ano de 1956 e que reconhece o avanço da ciência e seu diálogo com os saberes indígenas locais no desenvolvimento da medicina.

### Alandia e a Assembléia Popular de 1971
Com o golpe militar do general René Barrientos em novembro de 1964, uma nova situação política abria-se na Bolívia. A mensagem revolucionária dos murais pintados por Alandia no período posterior a 1952 se tornou insuportável aos militares. Muitas destas obras, que imortalizavam a ação dos mineiros, dos camponeses e do povo boliviano nos embates revolucionários de 1952, foram destruídas pelos governos militares que se sucederam após 1964. Os três grandes murais pintados em prédios do governo somavam algo próximo de 206m² de cores populares, mineiros e camponeses em armas tomando as ruas do país. Era preciso rasgar da memória da revolução e de seus protagonistas vitoriosos quase imortalizados nos murais de Alandia. Várias obras foram destruídas ao longo de maio de 1965 por golpes de picaretas ou tinta com a mesma violência com que se eliminaram centenas de dirigentes políticos dos sindicatos e partidos opositores à ditadura.

O movimento sindical reagiu à destruição das obras de Alandia. Um dos exemplos marcantes da relação próxima entre o mundo artístico e o movimento operário foi demonstrado pelo posicionamento da Federação dos Mineiros em seu jornal diante do vandalismo do governo: 

É um dever revolucionário defender a obra de arte, por cima de toda consideração ideológica ou estética. É inconcebível que se peça que os murais de 'Alandia' sejam recobertos com pintura branca …. Se se chegar ao extremo ingrato de se decidir pela destruição dos murais de 'Alandia', a 'FSTMB' está disposta a transladá-los à sua sede social antes que permitir semelhante ato de vandalismo.

Com o fim do governo Barrientos em 1969, ascende ao poder o general Alfredo Ovando Candia. As tensões políticas internas entre os militares obrigam o regime a conceder limitadas medidas democráticas, que são aproveitadas pela COB e partidos de oposição para se rearticularem. A COB realiza seu 4º congresso em maio de 1970 e propõe a organização de uma frente antiimperialista contra os militares. A situação política do país avança. 

Alandia está envolvido nesse período com a rearticulação do sindicato dos artistas e as atividades do seu partido político. Uma de suas obras mais marcantes da época é um quadro que retrata o assassinato dos líderes mineiros do POR Isaac Camacho e Cesar Lora. Cores fortes e grandes traços expressam a dor e a revolta pela perda de camaradas de luta política apaixonada. Vive-se um sentimento geral de retomada do ardor revolucionário de 1952 que em breve desabrochará. 

Os setores militares mais retrógrados exigem uma reação do general Alfredo Ovando Candia para conter a abertura democrática. Há divisões crescentes entre os militares e em outubro de 1970 a Bolívia é convulsionada por uma série de golpes de estado. Esta conjuntura particular só terminou provisoriamente com a aceitação do general nacionalista Juan José Torres à presidência no dia 8 de outubro, que, apoiado por uma greve geral decretada pela COB, faz recuar os militares reacionários ligados ao general Rogelio Miranda e ao coronel Hugo Banzer. 

No interior da Central sindical organiza-se um Comando Político que, após impulsionar a greve geral, negocia a formação de um governo comum com Torres. A COB oferece ministros, mas ao final o general nacionalista recusa um acordo que fragilizaria ainda mais seu governo. Neste momento surge e é aprovada no interior da COB uma proposta dos trotskistas do POR de se constituir um órgão de poder próprio e independente do governo Torres – um parlamento operário popular –, iniciativa conhecida como Assembléia Popular. A memória de 1952 ressurgia com toda a intensidade. A ideia de que uma nova ruptura revolucionária se precipitava tomou conta dos setores mais politizados do movimento sindical e das organizações políticas de esquerda. A direita militar se rearticula e fracassa uma nova tentativa golpista em 10 de janeiro de 1971. O governo Torres estava sob o fogo cruzado dos militares golpistas e da Assembléia Popular

Miguel Alandia estava novamente no centro dos acontecimentos políticos decisivos de seu país em 1971. Participara do 4º congresso da COB em maio de 1970 como delegado do sindicato dos artistas e atuara nas jornadas de outubro como militante do POR. Posteriormente, nos meses que antecedem a abertura da Assembléia Popular em junho de 1971, participa novamente como delegado do sindicato dos artistas revolucionários. Na Assembléia Popular Miguel Alandia dirige a Comissão de Defesa e Milícias, encarregada de armar os sindicatos e militantes em milícias populares para fazer frente ao exército. 

Em fevereiro de 1971 Alandia realiza uma importante exposição em La Paz e que também será sua última em solo boliviano. Uma rara entrevista da época reafirmava os compromissos de sua arte: 

Acredito que a pintura mural é a pintura do futuro, não só por ser monumental e expressar as esperanças das amplas massas, mas também porque a transformação da sociedade impõe que se expresse de forma monumental, a plástica expressa o sentimento democrático e humano da sociedade em seu conjunto, ou seja, que a pintura mural deve substituir no futuro aos pequenos museus em que hoje se conservam as obras dos grandes mestres do passado. Meu maior prazer é sempre pintar murais, o que não me impede de fazer pintura de cavalete.

Um movimento cultural e artístico estava em desenvolvimento com a Assembléia Popular de 1971. Uma Resolução de 2 de julho de 1971 exigia a proteção e preservação das obras dos artistas revolucionários do país, colocando-se a favor da preservação da “cultura e da arte revolucionária”. Este posicionamento era revelador não apenas do amplo leque de preocupações que tomava conta dos seus delegados, mas também refletia a participação política engajada, ainda que limitada, de setores do mundo artístico e cultural no processo de constituição da Assembléia Popular. Respirava-se uma vitalidade criativa, política e cultural que possuía expressão na própria constituição da Assembléia Popular como possibilidade histórica de um novo poder revolucionário. Por isso, esse momento iluminou por um breve tempo a cena histórica, interrompendo como um hiato, duas longas extensões do militarismo na Bolívia. 

Com golpe sangrento de Hugo Banzer contra a Assembléia Popular em agosto de 1971, Miguel Alandia  teve de fugir ao Peru 

Poucos anos depois Miguel Alandia Pantoja morre durante seu exílio em um hospital de Lima (Peru), em 2 de outubro de 1975, depois de uma longa enfermidade. Nesse mesmo ano seus restos foram exumados na cidade de La Paz; o cortejo fúnebre partiu da sede da Federação dos Mineiros entre prantos e vozes que murmuravam: Alandia continua vivo. Alandia é imortal.

## Obras
- Murais
  - Sindicato Mineiro de Catavi
  - Palácio Legislativo
  - Edifício de Jazidas Petrolíferas Fiscais